# Anne Birgitte Stürup
Anne Birgitte Stürup (født 17. juni 1946 i Hellerup) er en dansk jurist og tidligere senioranklager.
Anne Birgitte Stürup blev student fra Horsens Statsskole i 1966 og blev cand.jur. fra Københavns Universitet i 1972. Hun blev i 1972 ansat som politifuldmægtig ved Gladsaxe Politi, men rykkede i 1990 til Statsadvokaten i København, hvor hun gennem mange år var senioranklager. 
Mange af de sager, Anne Birgitte Stürup har været anklager i, har haft stor offentlig interesse. Det gælder eksempelvis sagerne mod Amagermanden, Marcel Lychau Hansen, der fik livstid og drabet på den italienske turist Antonio Curra. Som den første anklager i Danmark har hun ført mere end 100 nævningesager og er således Danmarks mest erfarne anklager.
Hun gik på pension i 2017 og udgav kort efter bogen "På ofrenes side" i samarbejde med journalisterne Morten Bruun og Thomas Bjerg, hvor hun beretter om sit lange virke som anklager. Siden har hun også fungeret som foredragsholder.
Hun har i over 40 år været medlem af meninghedsrådet ved Hellerup Kirke og var gennem 17 år tillige rådets formand, ligesom hun har været kirkeværge. Pr. 2024 er hun menigt medlem af menighedsrådet.
Anne Birgitte Stürup er gift med den amerikanske kernefysiker Don Bennett, som hun har tre børn med.